# 대한민국 민법 제503조
대한민국 민법 제503조는 채권자변경의 경개와 채무자승낙의 효과에 대한 민법 채권법 조문이다.

## 조문
제503조(채권자변경의 경개와 채무자승낙의 효과) 제451조제1항의 규정은 채권자의 변경으로 인한 경개에 준용한다.

第503條(債權者變更의 更改와 債務者承諾의 效果) 第451條第1項의 規定은 債權者의 變更으로 因한 更改에 準用한다.

## 참고 문헌
- 오현수, 일본민법, 진원사, 2014. ISBN 9788963463452
- 오세경, 대법전, 법전출판사, 2014 ISBN 9788926210277
- 이준현 , LOGOS 민법 조문판례집, 미래가치, 2015. ISBN 9791155020869